# Hellmer Hermandsen
Hellmer Hermandsen (Løten, Hedmark, 1 de febrer de 1871 – Brumunddal, Ringsaker, 19 de març de 1958) va ser un tirador noruec. El 1900 va prendre part en els Jocs Olímpics de París, en què disputà cinc proves del programa de tir olímpic. Guanyà la medalla de plata en la prova de rifle militar, tres posicions per equips, junt a Olaf Frydenlund, Ole Østmo, Ole Sæther i Tom Seeberg, mentre en la prova individual fou 13è. En rifle militar, dempeus fou novè, desè en rifle militar, bocaterrosa i tretzè en rifle militar, de genolls.